# Etinol
Az etinol hármas kötést tartalmazó telítetlen alkohol (inol), a ketén kevésbé stabil tautomerje. Összegképlete: C2H2O.
Alacsony hőmérsékletű szilárd argonmátrixban a ketén izomerizálással etinollá alakítható.

## Fordítás
Ez a szócikk részben vagy egészben  az   Ethynol című angol Wikipédia-szócikk ezen változatának fordításán alapul.  Az eredeti cikk szerkesztőit annak laptörténete sorolja fel. Ez a jelzés csupán a megfogalmazás eredetét és a szerzői jogokat jelzi, nem szolgál a cikkben szereplő információk forrásmegjelöléseként.